# Ерленмајерове боце
Ерленмајерове боце или ерленмајерове тиквице или ерленмајери су лабораторијске боце посебне конусне изведбе које спадају у лабораторијско посуђе. Изумио их је њемачки хемичар Рихард Август Карл Емил Ерленмајер 1860. године и по њему су добиле име.

## Изглед и примјена
Изумитељ је овим боцама дао конусни облик који смањује горњу излазну површину па тако и испарења при загријању супстанце, волуметријској титрацији и др. На тај начин је смањен губитак супстанце при хемјским реакцијама. Користе за припрему раствора, чување и мерење супстанци, извођење хемијских реакција или осталих процеса, као што су мешање, загревање, хлађење, растварање, таложење, кључање или анализа. Не смију се загријавати на отвореном пламену.

## Израда
Ерленмајерове боце су углавном направљене од стакла (данас углавном боросиликатног стакла) али су понекад направљене и од пластике: поликарбонати, полиетилентерефталати (кополиестер ПЕТГ), полиметил пентени, полипропилени или политетрафлуоретилени (ПТФЕ). Запремине ових боца се крећу од 25-5000 мл. Широка уста Ерленмајерове боце су раније биле познате као „мајмунска уста“.

## Галерија
- Ерленмајерова боца, оригинални цртеж
- Разне ерленмајерове боце
- Ерленмајерова боца од 500 мл
- Ерленмајерова боца од 50 мл, узак врат
- Ерленмајерова боца од 50 мл, широк врат